# Stiria (demo)
Stiria (in greco antico: Στείρια?, Stéiria) era un demo dell'Attica, situato sulla costa orientale tra Prasie (collegata a Stiria da una strada chiamata Strada stiriaca, in greco antico: Στειριακὴ ὁδός?) e Braurone, che secondo Wordsworth erano distanti circa un'ora di cammino.
Secondo Pausania Stiride in Focide era stata fondata da abitanti di Stiria.